# Monumento al Mate
El monumento al Mate en Sarandí del Yí se encuentra en la ciudad de Sarandí del Yí, en el departamento de Durazno, Uruguay, en el Parque "Elías Regules".

## Historia
Fue creado en el año 1992, por obra del Profesor José Pedro Zamarrena, coterráneo de la ciudad capital Durazno.